# Agave flexispina
Espèce
Agave flexispina est une espèce de plantes du genre Agave.